# Chusqueatapakul
Chusqueatapakul (Scytalopus parkeri) är en fågel i familjen tapakuler inom ordningen tättingar.

## Utbredning och status
Fågeln förekommer i Anderna från södra Ecuador till nordligaste Peru (östra Piura, norra Cajamarca). Den behandlas som monotypisk, det vill säga att den inte delas in i några underarter.

## Status
Fågeln har ett begränsat utbredningsområde, men beståndet anses vara stabilt. IUCN kategoriserar den som livskraftig.

## Namn
Fågelns vetenskapliga artnamn hedrar Theodore "Ted" Albert Parker III (1953-1993), amerikansk fältornitolog känd för sin kunskap av neotropiska fåglar som omkom i en flygolycka.